# Copa Amèrica de futbol de 1995
La Copa Amèrica de futbol de 1995 va ser la 37a edició de la Copa Amèrica de futbol. La competició va ser organitzada per la CONMEBOL a l'Uruguai, entre el 5 i el 23 de juliol de 1995.
La selecció de futbol de l'Uruguai, amfitriona del torneig, va aconseguir el seu 14è títol en derrotar a la selecció del Brasil en la tanda de penals (5 - 3).

## Seleccions participants

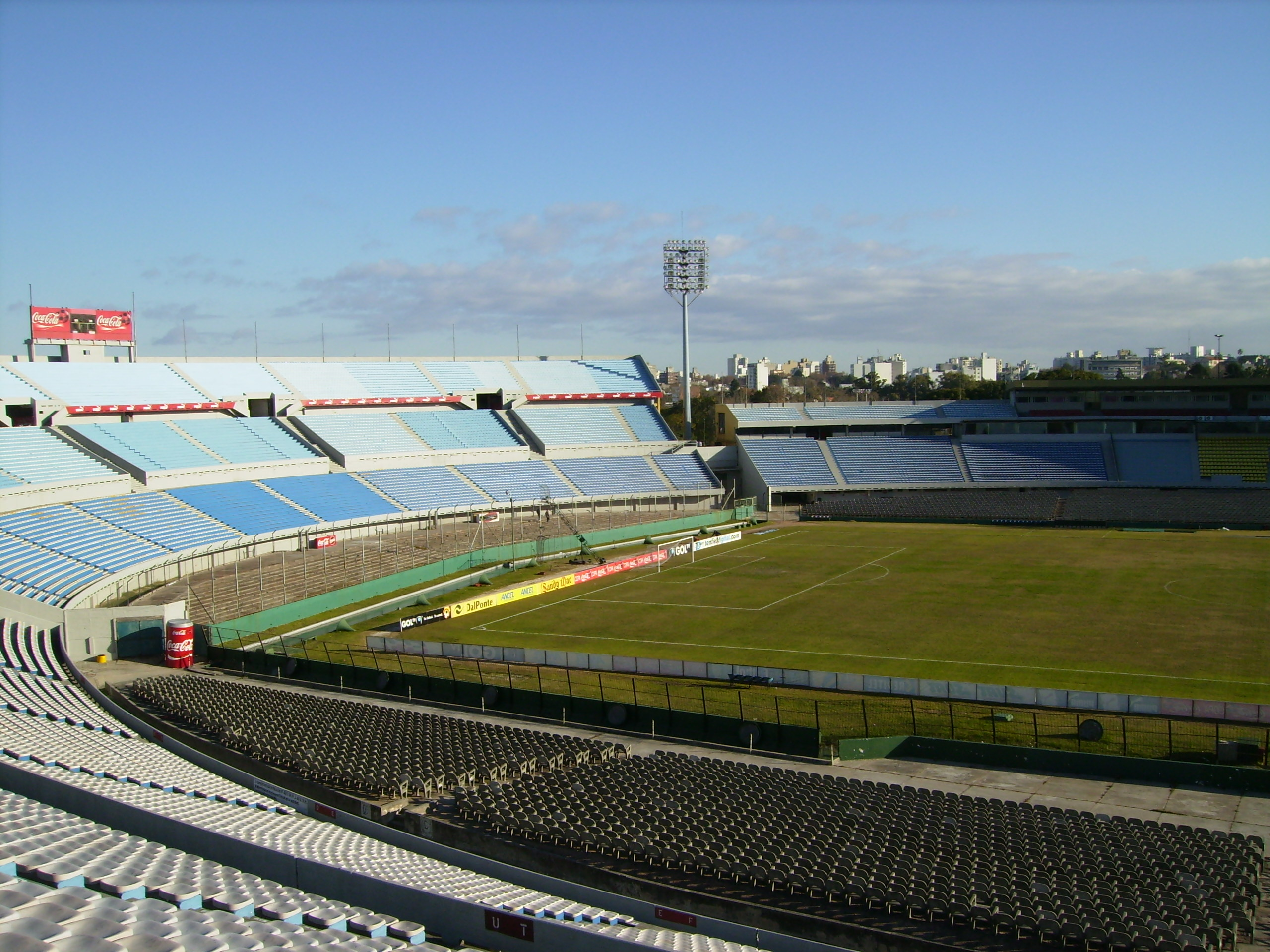
L'Estadi Centenario, construït per albergar el primer mundial de futbol de 1930, també va ser l'escenari de la final entre l'Uruguai i el Brasil.

- Argentina (vigent campió)
- Bolívia
- Brasil
- Colòmbia
- Equador
- Estats Units (convidat)
- Mèxic (convidat)
- Paraguai
- Perú
- Uruguai (seu)
- Veneçuela
- Xile

## Seus
| MontevideoMaldonadoRiveraPaysandú | Montevideo                                             | Rivera                                                 |
| --------------------------------- | ------------------------------------------------------ | ------------------------------------------------------ |
| MontevideoMaldonadoRiveraPaysandú | Estadi Centenario                                      | Estadi Atilio Paiva Olivera                            |
| MontevideoMaldonadoRiveraPaysandú | Capacitat: 65.235                                      | Capacitat: 30.000                                      |
| MontevideoMaldonadoRiveraPaysandú | 34° 53′ 41″ S, 56° 09′ 10″ O / 34.894661°S,56.15284°O  | 30° 54′ 31″ S, 55° 32′ 54″ O / 30.908521°S,55.548377°O |
| MontevideoMaldonadoRiveraPaysandú |                                                        |                                                        |
| MontevideoMaldonadoRiveraPaysandú | Paysandú                                               | Maldonado                                              |
| MontevideoMaldonadoRiveraPaysandú | Estadi Parque Artigas                                  | Estadi Domingo Burgueño                                |
| MontevideoMaldonadoRiveraPaysandú | Capacitat: 25.000                                      | Capacitat: 22.000                                      |
| MontevideoMaldonadoRiveraPaysandú | 32° 19′ 23″ S, 58° 04′ 21″ O / 32.322961°S,58.072593°O | 34° 54′ 52″ S, 54° 57′ 17″ O / 34.914564°S,54.954815°O |
| MontevideoMaldonadoRiveraPaysandú |                                                        |                                                        |

## Primera fase

### Grup A
| Equips    | Pts | PJ | PG | PE | PP | GF | GC | Dif |
| --------- | --- | -- | -- | -- | -- | -- | -- | --- |
| Uruguai   | 7   | 3  | 2  | 1  | 0  | 6  | 2  | +4  |
| Paraguai  | 6   | 3  | 2  | 0  | 1  | 5  | 4  | +1  |
| Mèxic     | 4   | 3  | 1  | 1  | 1  | 5  | 4  | +1  |
| Veneçuela | 0   | 3  | 0  | 0  | 3  | 4  | 10 | −6  |

| Uruguai                                               | 4 - 1 | Veneçuela    |
| ----------------------------------------------------- | ----- | ------------ |
| Fonseca 14' · Otero 25' · Francescoli 75' · Poyet 84' |       | 53' Dolgetta |

| Paraguai                    | 2 - 1 | Mèxic      |
| --------------------------- | ----- | ---------- |
| Cardozo 63' · Samaniego 73' |       | 44' García |

| Uruguai         | 1 - 0 | Paraguai |
| --------------- | ----- | -------- |
| Francescoli 13' |       |          |

| Mèxic                          | 3 - 1 | Veneçuela  |
| ------------------------------ | ----- | ---------- |
| García 41', 57' · Espinoza 76' |       | 65' Campos |

| Paraguai                                   | 3 - 2 | Veneçuela                  |
| ------------------------------------------ | ----- | -------------------------- |
| Cardozo 35' · Villamayor 64' · Gamarra 83' |       | 13' Miranda · 68' Dolgetta |

| Uruguai       | 1 - 1 | Mèxic      |
| ------------- | ----- | ---------- |
| Saralegui 79' |       | 67' García |

### Grup B
| Equips   | Pts | PJ | PG | PE | PP | GF | GC | Dif |
| -------- | --- | -- | -- | -- | -- | -- | -- | --- |
| Brasil   | 9   | 3  | 3  | 0  | 0  | 6  | 0  | +6  |
| Colòmbia | 4   | 3  | 1  | 1  | 1  | 2  | 4  | −2  |
| Equador  | 3   | 3  | 1  | 0  | 2  | 2  | 3  | −1  |
| Perú     | 1   | 3  | 0  | 1  | 2  | 2  | 5  | −3  |

| Colòmbia     | 1 - 1 | Perú         |
| ------------ | ----- | ------------ |
| Asprilla 68' |       | 80' Palacios |

| Brasil       | 1 - 0 | Equador |
| ------------ | ----- | ------- |
| Ronaldão 73' |       |         |

| Colòmbia   | 1 - 0 | Equador |
| ---------- | ----- | ------- |
| Rincón 44' |       |         |

| Brasil                  | 2 - 0 | Perú |
| ----------------------- | ----- | ---- |
| Zinho 77' · Edmundo 82' |       |      |

| Equador             | 2 - 1 | Perú                |
| ------------------- | ----- | ------------------- |
| Díaz 61' · Mora 75' |       | 82' (gc) I. Hurtado |

| Brasil                                      | 3 - 0 | Colòmbia |
| ------------------------------------------- | ----- | -------- |
| Leonardo 30' · Túlio 76' · Higuita 85' (gc) |       |          |

### Grup C
| Equips       | Pts | PJ | PG | PE | PP | GF | GC | Dif |
| ------------ | --- | -- | -- | -- | -- | -- | -- | --- |
| Estats Units | 6   | 3  | 2  | 0  | 1  | 5  | 2  | +3  |
| Argentina    | 6   | 3  | 2  | 0  | 1  | 6  | 4  | +2  |
| Bolívia      | 4   | 3  | 1  | 1  | 1  | 4  | 4  | 0   |
| Xile         | 1   | 3  | 0  | 1  | 2  | 3  | 8  | −5  |

| Estats Units     | 2 - 1 | Xile         |
| ---------------- | ----- | ------------ |
| Wynalda 14', 20' |       | 63' Rozental |

| Argentina                 | 2 - 1 | Bolívia    |
| ------------------------- | ----- | ---------- |
| Batistuta 70' · Balbo 81' |       | 75' Angola |

| Bolívia        | 1 - 0 | Estats Units |
| -------------- | ----- | ------------ |
| Etcheverry 23' |       |              |

| Argentina                                  | 4 - 0 | Xile |
| ------------------------------------------ | ----- | ---- |
| Batistuta 1', 51' · Simeone 6' · Balbo 54' |       |      |

| Bolívia                 | 2 - 2 | Xile           |
| ----------------------- | ----- | -------------- |
| Mercado 78' · Ramos 87' |       | 55', 61' Basay |

| Estats Units                         | 3 - 0 | Argentina |
| ------------------------------------ | ----- | --------- |
| Klopas 20' · Lalas 31' · Wynalda 58' |       |           |

### Millors tercers
| Equips  | Gr | Pts | PJ | PG | PE | PP | GF | GC | Dif |
| ------- | -- | --- | -- | -- | -- | -- | -- | -- | --- |
| Mèxic   | A  | 4   | 3  | 1  | 1  | 1  | 5  | 4  | +1  |
| Bolívia | C  | 4   | 3  | 1  | 1  | 1  | 4  | 4  | 0   |
| Equador | B  | 3   | 3  | 1  | 0  | 2  | 2  | 3  | −1  |

## Segona fase
|  | Quarts de final          | Quarts de final         |                          |              | Semifinals  | Semifinals  |  |  | Final                   | Final |
|  |                          |                         |                          |              |             |             |  |  |                         |       |
|  | Montevideo, 16 de juliol |                         |                          |              |             |             |  |  |                         |       |
|  |                          |                         |                          |              |             |             |  |  |                         |       |
|  | Uruguai                  | 2                       |                          |              |             |             |  |  |                         |       |
|  | Uruguai                  | 2                       | Montevideo, 19 de juliol |              |             |             |  |  |                         |       |
|  | Bolívia                  | 1                       |                          |              |             |             |  |  |                         |       |
|  | Bolívia                  | 1                       | Uruguai                  | 2            |             |             |  |  |                         |       |
|  | Montevideo, 16 de juliol |                         | Uruguai                  | 2            |             |             |  |  |                         |       |
|  |                          | Colòmbia                | 0                        |              |             |             |  |  |                         |       |
|  | Colòmbia (penals)        | Colòmbia                | 0                        | 1 (5)        |             |             |  |  |                         |       |
|  | Colòmbia (penals)        |                         | Montevideo, 22 de juliol | 1 (5)        |             |             |  |  |                         |       |
|  | Paraguai                 | 1 (4)                   |                          |              |             |             |  |  |                         |       |
|  | Paraguai                 | 1 (4)                   | Uruguai (penals)         | 1 (5)        |             |             |  |  |                         |       |
|  | Rivera, 17 de juliol     |                         | Uruguai (penals)         | 1 (5)        |             |             |  |  |                         |       |
|  |                          | Brasil                  | 1 (3)                    |              |             |             |  |  |                         |       |
|  | Brasil (penals)          | Brasil                  | 1 (3)                    | 2 (4)        |             |             |  |  |                         |       |
|  | Brasil (penals)          | Maldonado, 20 de juliol |                          | 2 (4)        |             |             |  |  |                         |       |
|  | Argentina                | 2 (2)                   |                          |              |             |             |  |  |                         |       |
|  | Argentina                | 2 (2)                   | Brasil                   | 1            | Tercer lloc | Tercer lloc |  |  |                         |       |
|  | Paysandú, 17 de juliol   |                         | Brasil                   | 1            | Tercer lloc | Tercer lloc |  |  |                         |       |
|  |                          | Estats Units            | 0                        |              |             |             |  |  |                         |       |
|  | Estats Units (penals)    | Estats Units            | 0                        | 0 (4)        | Colòmbia    | 4           |  |  |                         |       |
|  | Estats Units (penals)    |                         |                          | 0 (4)        | Colòmbia    | 4           |  |  |                         |       |
|  | Mèxic                    | 0 (1)                   |                          | Estats Units | 1           |             |  |  |                         |       |
|  | Mèxic                    | 0 (1)                   |                          |              | 1           |             |  |  |                         |       |
|  |                          |                         |                          |              |             |             |  |  | Maldonado, 22 de juliol |       |
|  |                          |                         |                          |              |             |             |  |  |                         |       |

### Quarts de final
| Colòmbia                                         | 1 – 1 (pr.) | Paraguai                                   |
| ------------------------------------------------ | ----------- | ------------------------------------------ |
| Rincón 53'                                       |             | 26' Villamayor                             |
| Tanda de penals                                  |             |                                            |
| Rincón · Mendoza · Arboleda · Cabrera · Asprilla | 5 – 4       | Jara · Acuña · Samaniego · Denis · Gamarra |

| Uruguai                | 2 – 1 (pr.) | Bolívia     |
| ---------------------- | ----------- | ----------- |
| Otero 1' · Fonseca 30' |             | 71' Sánchez |

| Estats Units                         | 0 – 0 (pr.) | Mèxic                        |
| ------------------------------------ | ----------- | ---------------------------- |
|                                      |             |                              |
| Tanda de penals                      |             |                              |
| Wynalda · Moore · Caligiuri · Klopas | 4 - 1       | García · Hermosillo · Coyote |

| Brasil                                                | 2 - 2 | Argentina                         |
| ----------------------------------------------------- | ----- | --------------------------------- |
| Edmundo 9' · Túlio 81'                                |       | 2' Balbo · 29' Batistuta          |
| Tanda de penals                                       |       |                                   |
| Roberto Carlos · Túlio · André Cruz · Dunga · Edmundo | 4 - 2 | Pérez · Acosta · Simeone · Fabbri |

### Semifinals
| Uruguai                  | 2 – 0 (pr.) | Colòmbia |
| ------------------------ | ----------- | -------- |
| Adinolfi 51' · Otero 70' |             |          |

| Brasil     | 1 – 0 | Estats Units |
| ---------- | ----- | ------------ |
| Aldair 13' |       |              |

### Tercer lloc
| Colòmbia                                                  | 4 - 1 (pr.) | Estats Units    |
| --------------------------------------------------------- | ----------- | --------------- |
| Quiñónez 30' · Valderrama 38' · Asprilla 50' · Rincón 76' |             | 52' (pen) Moore |

### Final
| Uruguai                                                   | 1 - 1 (pr.) | Brasil                                 |
| --------------------------------------------------------- | ----------- | -------------------------------------- |
|                                                           |             |                                        |
| Tanda de penals                                           |             |                                        |
| Francescoli · Bengoechea · Herrera · Gutiérrez · Martínez | 5 - 3       | Roberto Carlos · Zinho · Túlio · Dunga |

## Resultat
| Copa Amèrica 1995     |
| --------------------- |
| Uruguai               |
| Uruguai Catorzè títol |

## Golejadors
4 gols
- Gabriel Batistuta
- Luis García

3 gols
- Abel Balbo
- Túlio
- Freddy Rincón
- Eric Wynalda
- Marcelo Otero

2 gols
- Edmundo
- Ivo Basay
- Faustino Asprilla
- José Cardozo
- Juan Villamayor
- Daniel Fonseca
- Enzo Francescoli
- José Luis Dolgetta

1 gol
- Diego Simeone
- Demetrio Angola
- Marco Etcheverry
- Miguel Mercado
- Mauricio Ramos
- Carlos Sánchez
- Aldair
- Leonardo
- Ronaldão
- Zinho
- Sebastián Rozental
- Luis Quiñónez
- Carlos Valderrama
- Energio Díaz
- José Mora
- Eduardo Espinoza
- Carlos Gamarra
- Adriano Samaniego
- Roberto Palacios
- Edgardo Adinolfi
- Pablo Bengoechea
- Gustavo Poyet
- Marcelo Saralegui
- Frank Klopas
- Alexi Lalas
- Joe-Max Moore
- Gabriel Miranda

En pròpia porta
- René Higuita
- Iván Hurtado
- Jorge Campos